# Sebrasac
Sebrasac (en francès Sébrazac) és un municipi francès situat al departament de l'Avairon i a la regió d'Occitània.

## Demografia
| 1962                                       | 1968 | 1975 | 1982 | 1990 | 1999 |
| ------------------------------------------ | ---- | ---- | ---- | ---- | ---- |
| 469                                        | 521  | 453  | 466  | 476  | 482  |
| Des de 1962: població sense dobles comptes |      |      |      |      |      |

## Administració
| Període | Identitat           | Partit        |
| ------- | ------------------- | ------------- |
| 1995-   | Jean-Claude Anglars | Divers droite |